# Meinardo di Riga
Meinardo di Riga, o Meinhard (Germania, 1134 – Riga, 11 ottobre 1196), è stato un monaco cristiano e vescovo cattolico lettone, di lingua tedesca.

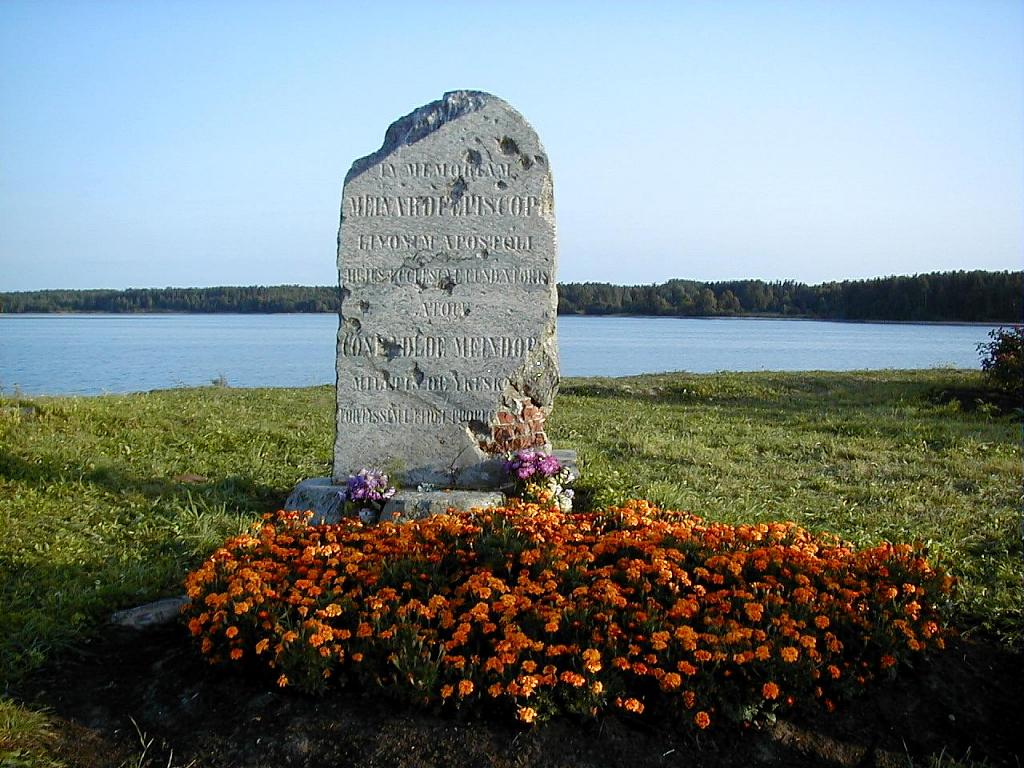
Memoriale a San Mainardo a Ikšķile.

Venerato come santo dalla chiesa cattolica, nel XII secolo diffuse la fede cattolica nella Livonia, antica regione Baltica che comprendeva l'attuale Lettonia e la parte sud dell'Estonia, fu il primo vescovo della Lettonia, con sede a Ikšķile (o Uexküll).

## Agiografia
Non si hanno notizie della sua giovinezza. Era monaco agostiniano della Congregazione dei Canonici Regolari Lateranensi, e si trovava in un convento vicino Segeberg nello Holstein. Forse stimolato dai racconti dei mercanti di Lubecca, che si recavano spesso fra le popolazioni barbare e pagane della Livonia (Livoni, Curi, Letgalli e Semigalli), per acquistare pellicce preziose, Meinardo sentì la vocazione di andare a propagare la fede cattolica fra quei popoli pagani. Si imbarcò allora a Lubecca come cappellano su un mercantile diretto nel golfo di Riga. Giunto colà, incontrò il principe russo Wladimiro di Polotzk e gli chiese il permesso di predicare il Vangelo nella regione.
Attorno al 1184 iniziò la costruzione della prima chiesa della Livonia, a Ikšķile, sulla riva destra della Dvina Occidentale, venti miglia a est dell'attuale Riga, la chiesa, dedicata alla Vergine Maria, fu costruita in pietra, e difesa da una fortezza per proteggerla dalle incursioni. I Livi cercheranno di distruggere la chiesa tirandola con le corde, ma si accorgeranno che questa è troppo solida per le loro usanze. Nel 1186 Meinardo tornò in Germania a fare un rapporto della sua opera di apostolato all'arcivescovo Hartwig II di Brema, che lo consacrò vescovo dei Livoni. Su richiesta dello stesso Hartwig, il papa Clemente III († 1191) riconobbe, con un Breve apostolico del 25 sett. 1188, il vescovado di Ikšķile suffraganeo di Brema.
Perso l'appoggio del vescovo Hartwig, che era stato cacciato da Brema, Meinardo, già avanti negli anni, e spesso attaccato dai pagani, avvertì l'enorme peso della missione che aveva intrapreso. Si rivolse allora direttamente al papa per chiedergli aiuti, il 27 aprile 1191 il papa Celestino III permise all'episcopus Livoniae gentis di cercare aiuti in Germania. Ma i Livoni, dopo i primi entusiasmi, avevano iniziato a guardare con sospetto i predicatori tedeschi, per cui Meinardo vedendo la grave situazione in cui stava per precipitare la giovane chiesa livone, inviò a Roma in cerca di nuovi aiuti il suo collaboratore, il monaco cistercense Teodorico von Treyden. Celestino III allora concesse un'indulgenza a tutti coloro che fossero pronti a partire per dare sostegno alla chiesa della Livonia, e bandì una vera e propria crociata.
Meinardo però morì mentre ancora attendeva questi aiuti, profondamente rattristato per il fallimento della sua opera, l'11 ottobre (secondo altre fonti il 12 aprile o il 14 agosto) 1196.
Il vescovo Bertoldo Schulte, suo successore, nel 1198 verrà ucciso e fatto a pezzi dalla popolazione locale. Per riportare ordine nella regione si dovrà attendere Alberto di Buxthoeven, che nel 1199 sarà nominato vescovo di Livonia da papa Innocenzo III, fonderà Riga nel 1201 e fonderà l'Ordine Livoniano (Fratres Militiae Christi) al fine di cristianizzare la regione.

## Culto
Le sue reliquie furono traslate nel 1226 dal vescovo Alberto di Buxthoeven nel Duomo di Riga, oggi Cattedrale luterana.
Il Martirologio romano fissa la memoria liturgica il giorno 11 ottobre. 
(Martirologio Romano)
Il papa Giovanni Paolo II, l'8 settembre 1993, durante il viaggio pastorale apostolico in Lituania, Lettonia ed Estonia, ha ripristinato ufficialmente il culto del santo proto-vescovo.

## Genealogia episcopale
La genealogia episcopale è:
- Arcivescovo Hartwig von Utlede
- Arcivescovo Meinardo di Riga